# CoStar Group
Die CoStar Group ist ein US-amerikanischer Anbieter von Wirtschaftsinformationsdiensten für den Immobiliensektor mit Sitz in Washington, D.C.
Das Unternehmen wurde 1987 von Andrew Florance gegründet und betreibt unter anderem Online-Plattformen für den Verkauf und die Vermietung von Gewerbe- und Wohnimmobilien. Zu diesen Plattformen zählen LoopNet und Apartments.com. Tochterunternehmen wie STR erbringen Marktforschungs- und Analysedienstleistungen für die Hotellerie-Industrie.
2016 übernahm die CoStar Group den Immobilien-Nachrichtendienst Thomas Daily aus Freiburg im Breisgau.
Im November 2020 übernahm die CoStar Group die deutsche Emporis GmbH.